# Casacelle
Casacelle è una località abitata del comune di Giugliano in Campania, nella città metropolitana di Napoli.. Il toponimo Casacelle proviene dall'omonima Masseria situata nelle campagne circostanti.
Fino agli anni ottanta del XX secolo la zona era rurale e le uniche costruzioni erano costituite dalle masserie. Poi la zona ha visto il sorgere di diverse palazzine composte da molti piani, nel 2000 vi è stato inaugurato il nuovo stadio Alberto De Cristofaro. 
Quando il comune era composto da circoscrizioni, "Casacelle" era una delle tre circoscrizioni della città.

## Geografia fisica
La località sorge, in territorio pianeggiante, nella zona a nord-ovest del centro storico del comune di Giugliano in Campania, ai confini con il comune di Parete.

## Monumenti e luoghi d'interesse
- Chiesa di San Massimiliano Maria Kolbe
- Resti della Via consolare Campana di origine Romana
- Antiche Masserie, testimonianze della civiltà contadina

## Masseria Casacelle
La Masseria Casacelle è un'antica Masseria situata in "via Casacelle", costituita da diversi corpi di fabbrica, avente le caratteristiche di borgo e fattoria definibile anche come grangia. 
L'antico borgo di Casacelle, anche detto Casacella, è considerato una delle poche testimonianze sopravvissute dei numerosi villaggi che fino alla fine del XIX secolo popolavano la zona giuglianese.

### Etimologia
Il toponimo della masseria risulta di origine molto antica, con possibile collegamento a un insediamento longobardo altomedievale, come attestato da un diploma dell’imperatore Ludovico il Pio risalente all'819 d.C.
Il nome compare anche nel Codice di San Biagio in un atto di donazione del 1144, dove si fa riferimento a «una petiam terre in territorio Casachellari».
Nel 1857, lo studioso Gaetano Parente, nel primo volume della sua opera Origini e vicende ecclesiastiche della Città di Aversa, riprendendo una teoria dello storico Theodor Mommsen, sostenne che il termine "Casacella" potesse derivare dal latino Casa Cereri, ossia Casa di Cerere, ipotizzando quindi la presenza in epoca romana di un edificio sacro, forse un tempio o un altare, dedicato alla dea Cerere.

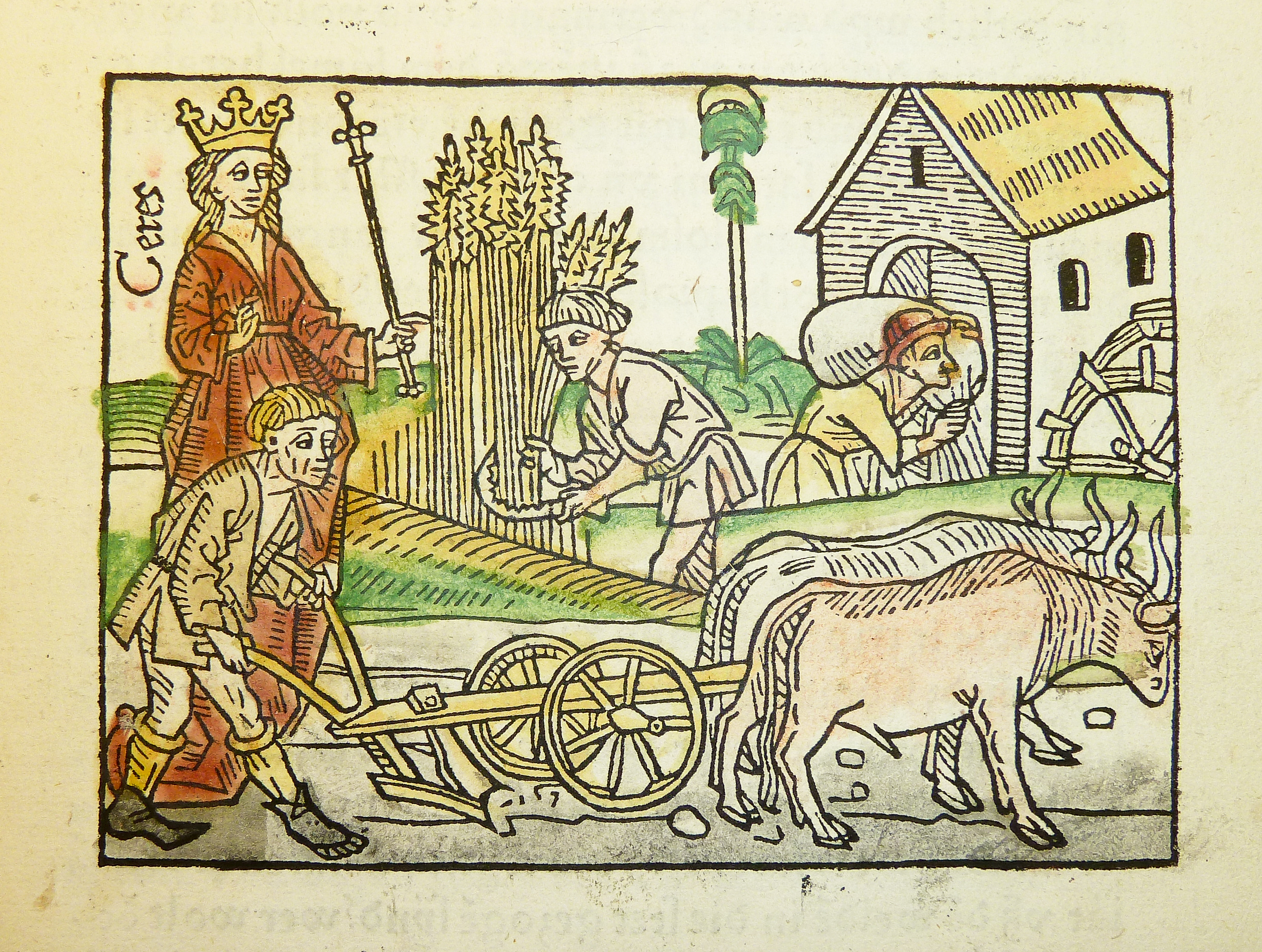
Illustrazione xilografica di Cerere

Un documento datato 25 novembre 967 fa menzione del toponimo Casacellere in relazione alla donazione di un fondo agricolo al Monastero dei Santi Severino e Sossio. Il testo, conservato in pergamena presso l'archivio della chiesa di San Gregorio Armeno a Napoli, rappresenta una preziosa testimonianza dell'estensione territoriale e della vocazione agricola del luogo.
Un'ulteriore donazione relativa a Casacella, datata 1120, è riportata nei documenti del Regio Archivio Napoletano. In questo periodo, il termine Casacella non indica più soltanto una generica area storica, ma viene chiaramente riferito a un agglomerato rurale, seppur di dimensioni non precisamente note.
Infine, un documento del Codice di San Biagio del 1144 menziona il toponimo Casachellari.

### Epoca romana
Il toponimo di Casacelle menzionato sin dal XVII secolo, sarebbe risalente all'epoca romana, e facente parte del territorio fertile dell'antica città di Liternum, l'antichità romana del borgo è stata anche confermata nel 1986 dal ritrovamento in loco di lapidi funerarie delle famiglie patrizie dei Plinia e dei Verria.
L'epigrafe, misteriosamente trafugata, un tempo visibile in un muro del cortile della masseria, ricorderebbe una sepoltura familiare fatta erigere da Marco Verrio e dal liberto Abascanto per i membri della gens Falerina, inclusi figli, mogli e liberti. Von Duhn ne trascrisse il contenuto e ne ricostruì la parte superiore mancante, danneggiata da una frattura. La lapide era già stata menzionata in precedenza da Vignoli, quindi catalogata da studiosi come Muratori e Basile, e citata in pubblicazioni dell'epoca, tra cui il Giornale Enciclopedico Napoletano del 1808 e una relazione tecnica curata da Giacomo Savarese, presidente della commissione amministrativa per la bonifica dei Regi Lagni.
La lapide misurava 120x95 cm e riportava la seguente iscrizione:
M.VERRIO M. FLACCO FILIS M. VERRIO PRIMIGENEO SOCIO SUO PLINIAECYCLADI
M. PLINIO FAUSTO M. VERRIO ANTHO CYLLADYS CONIUGIBUS PLINIAINGENUAE
UXOR VERRIAE HYGIAE JUNIORI LIB. LIBERTIS LIBERTABUSQUE SUIS.»
Ulteriore prova certa della presenza di un antico insediamento romano nell'area è fornita dalla costante presenza di materia edilizio romano utilizzato. In uno degli edifici ancora esistenti, soprattutto nel vano scala e nel portale d'ingresso, sono stati riportati alla luce elementi in laterizio cotto, tipici della produzione romana da fornace.
L'antico insediamento romano si trovava in una posizione altamente strategica, a poche centinaia di metri dalla storica Via Consolare Campana. Questa importante arteria stradale, che si distaccava dalla Via Appia nei pressi dell’anfiteatro di Santa Maria Capua Vetere, attraversava l'intero territorio della Liburia fino a raggiungere Pozzuoli. Proprio nelle campagne dell’attuale territorio giuglianese, essa si intersecava con un'altra rilevante via dell'epoca, la Via Antiqua di origine osca, che metteva in comunicazione Atella con la colonia romana di Liternum, sita sempre nell'odierno comune di Giugliano.
Dopo un periodo di notevole prosperità, il borgo romano (la cui struttura originaria differiva in parte da quella odierna) conobbe un graduale declino, culminato infine nell’abbandono completo. Questo processo fu accelerato dai continui saccheggi perpetrati da bande vandaliche che, in quel periodo, infestavano le campagne giuglianesi. Un evento cruciale fu la distruzione della città di Liternum, avvenuta nel 455 d.C. per mano del re vandalo Genserico. Tale devastazione determinò l'arretramento delle popolazioni residenti nell’area di Lago Patria e nei territori limitrofi, costrette a rifugiarsi in avamposti più sicuri dell'entroterra.

### Epoca medievale

#### Alto medioevo
Tra la fine del VI e l'inizio del VII secolo, e con maggiore probabilità dopo il 577 d.C., nei pressi del borgo romano ormai abbandonato fu edificata una piccola chiesa dedicata a San Tammaro, verosimilmente a opera di un abate dell'abbazia di Montecassino, in fuga in seguito alle incursioni longobarde.
Durante il periodo del ducato beneventano sotto Gisulfo II di Benevento, il vecchio insediamento romano fu definitivamente smantellato e ricostruito verosimilmente nel 749 e concesso negli stessi anni al Abbazia di San Vincenzo al Volturno, posta nel territorio dei comuni di Castel San Vincenzo e di Rocchetta a Volturno in provincia di Isernia. Era una sorta di fattoria definibile anche come grangia. Aveva una dotazione di 300 moggi di terreno.
Con i materiali di spoglio si procedette alla costruzione di un nuovo borgo, che costituisce l’impianto originario di quello tutt'oggi esistente, ad eccezione della sua porzione meridionale, verosimilmente aggiunta nel XII secolo. Il nuovo nucleo abitativo venne affidato ai monaci benedettini di Montecassino e prese il nome di Casacellere. Questa denominazione è confermata da numerose donazioni, documentate nei testi coevi, effettuate in favore dell’abbazia cassinese nel territorio circostante.
Il primo riferimento storico certo al territorio di Casacella compare in un documento dell'819 d.C conservato nei Cartari del Monastero di San Biagio di Aversa: si tratta di una donazione dell’imperatore franco Ludovico il Pio relativa al gualdo, ovvero un terreno boschivo. Ulteriori attestazioni si trovano nel Chronicon Vulturnense, secondo il quale, a partire dall’anno 833, il territorio noto come Vualdo liburiano passò sotto l’autorità del principe beneventano Sicardo. Quest'ultimo lo dichiarò parte del ducato beneventano e concesse chiese e beni al nascente monastero di San Vincenzo al Volturno. Non si può escludere, dunque, che già in quell'epoca il borgo fosse passato dalla giurisdizione dei benedettini di Montecassino a quella dei monaci volturnensi.
Agli inizi dell'anno 1000, tutta l'area della Liburia, comprendente territori tra Giugliano, Lago Patria, Cuma, Polvica, Ducenta e località adiacenti, risulta assoggettata al Principato longobardo di Capua. Una pergamena datata 20 settembre 1033, conferma la giurisdizione capuana sul territorio giuglianese. Il documento, sottoscritto dalla principessa Aloara, vedova di Pandolfo IV, riguarda la donazione al Monastero dei Santi Severino e Sossio di Napoli di un appezzamento di circa 100 moggi, situato nella contrada Le Canne, a poca distanza (circa 400 metri) dal borgo di Casacelle.
Ulteriori prove dell'esistenza e dell'attività del borgo durante l'Alto Medioevo sono fornite da due documenti: una donazione di un terreno adiacente alle mura effettuata dall'imperatore Ludovico il Pio e un'offerta votiva alla chiesa locale, dedicata a San Tommaso, da parte di un milite proveniente da Aversa nel 1144.

#### Epoca angioina e aragonese
Nel corso del XIII secolo, sotto il regno di Carlo I d'Angiò, il feudo di Casacelle risulta appartenere alla nobile famiglia aversana dei Rebursa. Secondo fonti dell'epoca, Casacelle era una terra ora estinta compresa nell'agro aversano, assegnata alla casata come ricompensa per la fedeltà dimostrata alla dinastia sveva, in particolare a Corradino di Svevia e a re Manfredi.
In riconoscimento del successo militare, Carlo I d'Angiò concesse al maresciallo Guglielmo Stendardo i beni confiscati a Riccardo Rebursa, leale di Corradino (sconfitto dalle truppe angioine), inclusi i possedimenti di Casacelle. Alla morte di Guglielmo nel 1271, il feudo fu trasmesso al figlio primogenito, Guglielmo iuniore, e successivamente nel 1308 al secondogenito Giannotto Stendardo, secondo quanto documentato in un manoscritto conservato presso l'Archivio di Stato di Napoli. I beni passarono al fratello Galasso. Dopo la sua morte di Galasso, sua moglie Filippa Galarda si unì in seconde nozze al barone Paolo Conti, vicario regio e capitano generale della Terra di Lavoro, che assunse così il dominio su Casacella.
Nel 1329 Angiolella Stendardo sposò Giovanni Cantelmo. Da questo matrimonio nacque Sancia. I beni passarono quindi alla famiglia Cantelmo, come attestano i registri angioini ricostruiti dallo storico Riccardo Filangieri. In questi, il toponimo Casacellere compare tra le pertinenze ereditate da Angiolella Stendardo.
Tuttavia, nel 1351, il feudo tornò agli Stendardo in seguito al matrimonio tra Giannotto Stendardo, zio di Sancia, e la stessa Sancia Cantelmo. Morì nel 1381, lasciando il feudo al figlio Jacopo, maresciallo del Regno. Jacopo ebbe come figlio Giannotto II. Dopo la morte di Giannotto II, il borgo di Casacelle fu venduto il 16 marzo 1403 a Guerrello Origlia, vicecamerario del Regno per 1300 once d'oro. Origlia trasformò Casacelle in una residenza di caccia, il che fa supporre l'esistenza nel borgo di una struttura signorile, le cui tracce potrebbero coincidere con l'attuale impianto colonico.

### L'epoca certosina: la grangia di Casacelle
Sotto la regina Giovanna II, il feudatario di Casacella è il magnate napoletano Antonio Carafa della Stadera che acquistò il feudo nel 1410 da Guerrello Origlia.
Nel 1533 lo storico borgo di Casacelle perse la propria autonomia amministrativa e fu trasformata in una grancia del monastero di San Martino del Vomero (zona collinare di Napoli). 

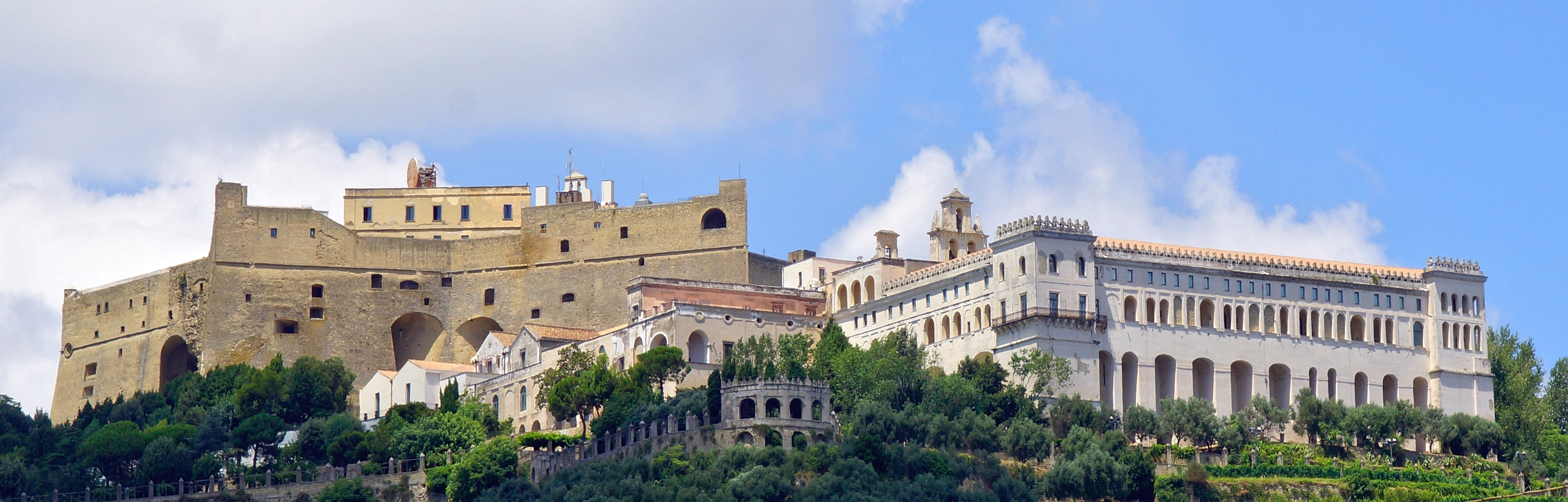
La certosa di San Martino

Già a partire dal 1334, infatti, i monaci della Certosa incominciarono ad acquistare appezzamenti di terra ed edifici. Essi cominciarono a soggiornare stabilmente nella masseria, dunque nel borgo (senza il pagamento della gabella) dal 23 febbraio 1373 per effetto della donazione voluta dalla regina Giovanna I. 
La Grancia di Casacella rimase in possesso della famiglia Carrafa, prima con Francesco, figlio di Antonio, e poi con il nipote Vincenzo. Quest'ultimo, conte di Airola e Cervinara, il 18 maggio 1521 cedette la proprietà per 9.000 ducati al marchese di origine spagnola Manfredino De Bucchis (o Bucca), signore di Torre Annunziata.
Nel XV secolo, la regina Giovanna II d'Angiò concesse ai certosini la trasformazione del feudo di Casacelle in burgensatico, ovvero in piena proprietà. Questo privilegio fu in seguito confermato anche da Alfonso d'Aragona e Ferdinando I di Napoli.
Nel 1515, i certosini acquisirono 22 moggi di terreno da Stefano Pontone. Il borgo con la sua Masseria fu infine acquistato il 10 novembre 1533 dall'ordine certosino (che era già usufruttuario con enfiteusi), al costo di 3000 ducati, alla presenza del notaio Domenico Fiorentino e dei venditori: i fratelli Tiberio e Giacomo De Bucchis.
Nella Grancia era attivo un importante allevamento zootecnico, secondo solo alla cerealicoltura tra le fonti di reddito. L'allevamento ovino era predominante, seguito da quello bovino, suino, equino, apicolo e columbicolo, con la presenza di più colombaie.
La gestione del complesso seguiva il modello latifondistico, con un amministratore, monaci, lavoratori specializzati (pastori, porcari, custodi) e manodopera bracciantile, oltre a artigiani come fornai, cuochi, fabbri e calzolai, che abitavano in masserie distribuite nei dintorni.

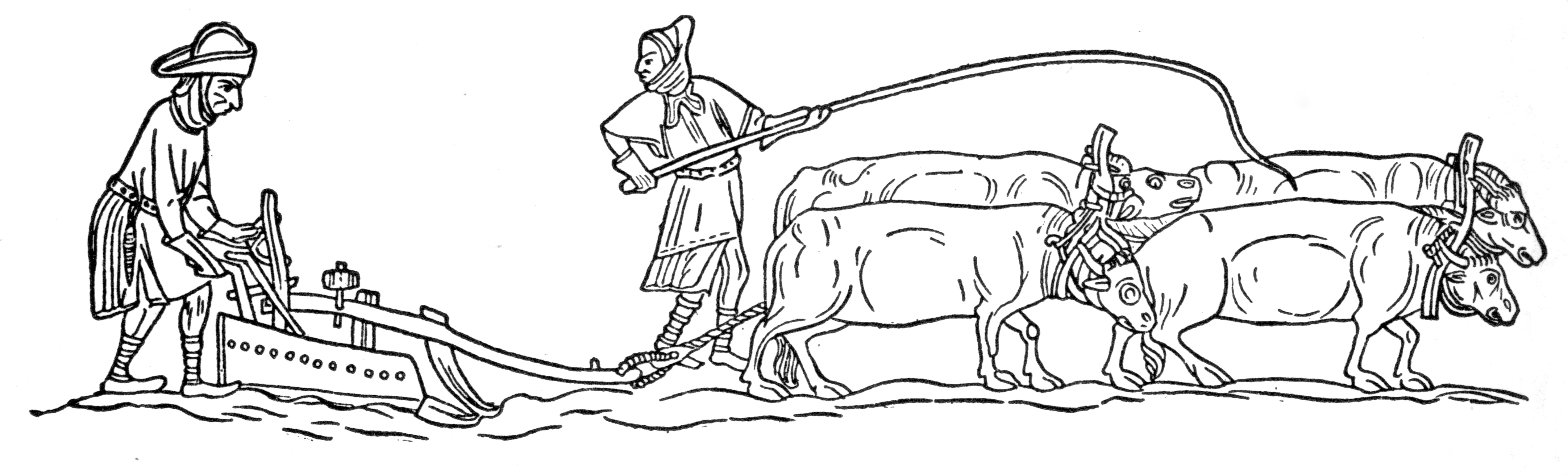
Lavoro agricolo in una grangia. Incisione da una miniatura medievale.

Da documentazione d'archivio si apprende che il 15 ottobre 1608 i monaci napoletani si impegnarono a ricostruire la cappella dedicata a San Tammaro, preceduta da un piccolo vestibolo e caratterizzata da un'aula con abside piana rivolta a est, secondo lo stile bizantino, e un portale timpanato rivolto a sud. La struttura era sormontata da un campanile a vela, mentre all'interno, sulla parete ovest, si trovano due nicchie per acquasantiere e una cornice in stucco. La cappella fu edificata all'esterno della cinta della grancia, che all'epoca si estendeva su circa 300 moggi. La costruzione della chiesa di San Tammaro a Casacelle è documentata in atti notarili del notaio napoletano Angelo Angrisano, datati 18 febbraio 1608, nei quali il Monastero di San Martino si impegnava formalmente a ricostruire l'edificio sacro entro un anno.
L’edificio sacro, che rimase in uso fino agli anni '60-'70 del Novecento, si presenta oggi spoglio all'interno, dove sono ancora visibili la volta a botte e una cornice in stucco sulla parete di fondo, probabilmente posta a incorniciare un dipinto raffigurante San Tammaro, un tempo collocato sopra l'altare. Le dimensioni contenute della chiesa confermano che Casacelle non fu mai un insediamento densamente abitato.
I granai e i magazzini erano adibiti alla conservazione dei prodotti agricoli delle terre circostanti, dove si coltivavano in particolare broccoli, fave, grano e vite, quest'ultima impiegata nella produzione del rinomato vino locale noto come asprinio.
I monaci benedettini gestirono la grancia e i terreni circostanti fino alla metà del XIX secolo, quando furono abbandonati, nel contesto della soppressione degli ordini religiosi seguita alla caduta della Repubblica Napoletana del 1799. L'abbandono della grancia è documentato da una lettera conservata presso l'Archivio di Stato di Napoli, all'interno della sezione Corporazioni religiose soppresse – Sequestri e conti delle grancie – amministrazione Montagano. La missiva, datata 2 novembre 1799, fu scritta da fra Giacomo di Fenizio al marchese di Montagano, incaricato dal re Ferdinando IV di Borbone di quantificare i beni confiscati agli ordini religiosi. Con quella lettera, i due ultimi frati certosini presenti a Casacelle consegnavano ufficialmente la grancia. 
Da quel momento il borgo entrò in una fase di progressivo degrado e oblio, che hanno reso, ad oggi, quasi inaccessibile il luogo di questo insediamento rurale certosino.
Alcuni appezzamenti di terreno del borgo furono distribuiti dal re Gioacchino Murat a ufficiali borbonici, tra cui il ministro delle Finanze Jean-Michel Agar, conte di Mosbourg, mentre la grancia passò nel 1806 per volere del sovrano Ferdinando IV al barone Scipione Della Marra, all'epoca barone di Sessa Aurunca, che l'acquisì per benemerito, essendo quest'ultimo generale in carriera e ivi stabilì una colonia. Alla morte di Della Marra, la Grancia poi passò, dal 1850, alla Parrocchia di Parete.
All'inizio del XX secolo, il caseggiato mantenne la sua funzione agricola, ospitando famiglie coloniche.
Nel 1930, la parte centrale fu adibita a sede scolastica, divenendo rifugio sicuro durante la Seconda guerra mondiale. I coloni vi abitarono fino agli anni '60, quando furono costretti ad abbandonarlo a causa delle precarie condizioni strutturali.
La chiesetta di San Tammaro continuò a essere utilizzata per le funzioni liturgiche dal parroco di Parete fino al 1970, anno della sua morte, dopo il quale fu anch'essa dismessa.
Attualmente, l'ex Grancia è accessibile solo parzialmente: alcuni locali sono utilizzati come depositi agricoli, mentre la parte più antica, un tempo residenza dei feudatari e oggi di proprietà privata, versa in condizioni statiche fortemente compromesse.

## Infrastrutture e trasporti
L'arteria stradale principale è via Pigna, ma anche via Casacelle. Nelle vicinanze vi è l'ingresso della Strada statale 162 NC Asse Mediano.
Nella località sono presenti alcune fermate delle linee autobus di Gepatour ed EAV bus.